# Центральная больница Северной Карелии

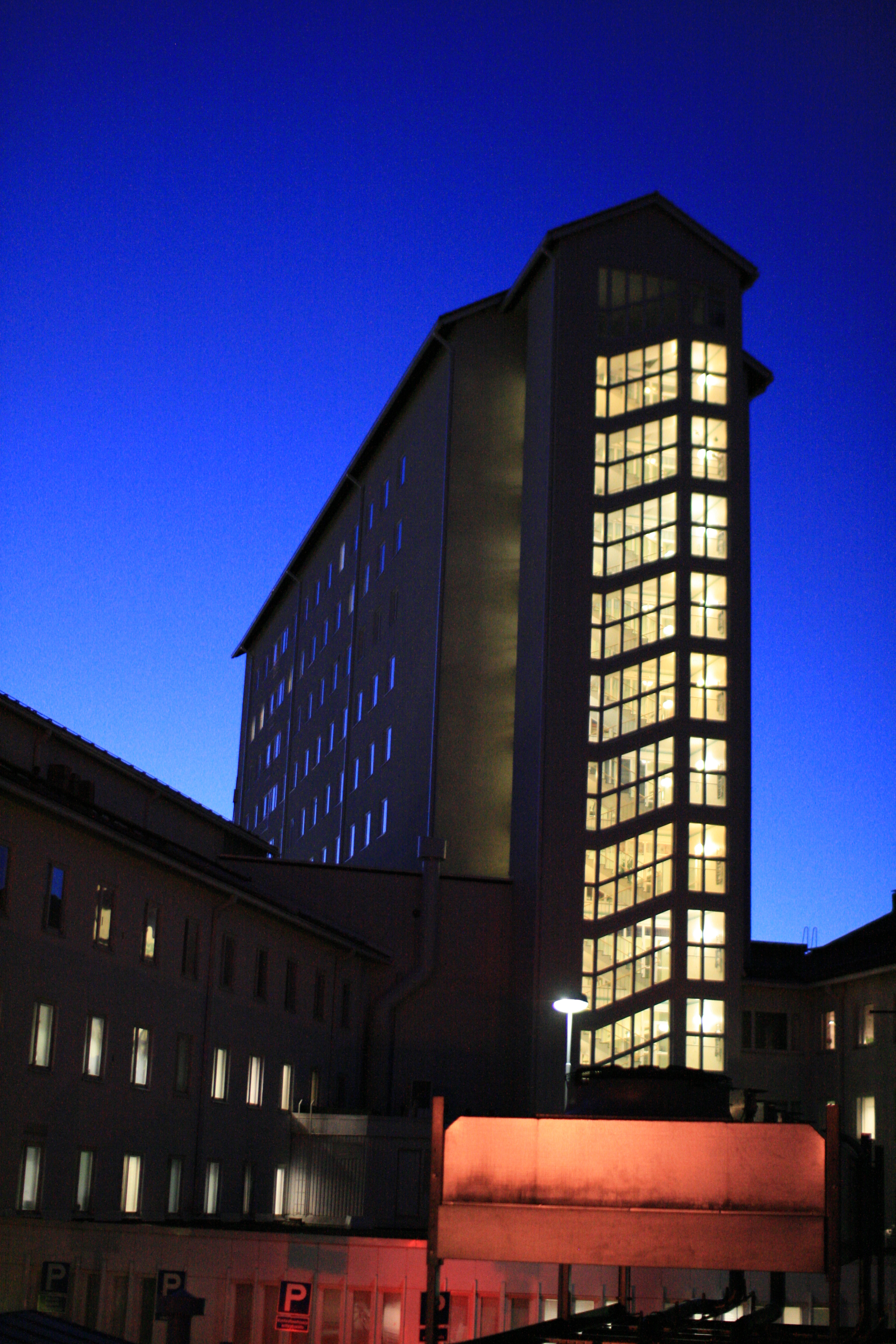
Основной корпус Центральной больницы Северной Карелии (вид ночью)

Центральная больница Северной Карелии (фин. Pohjois-Karjalan keskussairaala) — открытая в 1953 году первая в Северной Карелии больница. 
Двенадцатиэтажный центральный корпус больницы находится в районе Нииниваара и является одной из архитектурных достопримечательностей Йоэнсуу. 45-метровое здание является высотной доминантой города и видно за десятки километров, например с сопки Коли. 
Центральный корпус больницы, построенный по проекту Юсси Паатела и Олли Пёюрю, представляет собой один из ярких образцов позднего финского функционализма с его характерными отличительными чертами — двускатной крышей и большими декоративными окнами. В начале 21 века вокруг центрального корпуса было построено еще несколько корпусов, выдержанных в той же архитектурной стилистике.